# Río Burbia
El río Burbia es un río del noroeste de la península ibérica, situado al norte de la comarca de El Bierzo en la provincia de León, comunidad autónoma de Castilla y León (España). Su nombre es debido a la primera localidad por donde pasa: Burbia.

## Curso
De aguas silíceas y nacimiento en las estribaciones de Peña Cuiña a 1004 metros de altitud, este río de fondo rocoso con pedrizas y gravas en sus tramos superiores y gravillas en los inferiores, discurre por un valle estrecho que empieza a abrirse a partir de Villafranca del Bierzo, dando lugar a un excelente tramo de pesca con buenas tabladas y abundantes truchas. En esta zona se le agregan las aguas del río Valcarce.
La anchura media del cauce es de 10 a 15 metros en los tramos altos, 15 a 20 metros en los medios y bajos.
Desemboca en el Cúa poco antes que éste lo haga en el Sil, cerca de la población de Toral de los Vados.
Aparece descrito en el cuarto volumen del Diccionario geográfico-estadístico-histórico de España y sus posesiones de Ultramar de Pascual Madoz con las siguientes palabras:

BURBIA: r. en la prov. de Leon, part. jud. de Villafranca del Vierzo: se forma de cuatro arroyuelos que tienen su origen en el término del pueblo de su mismo nombre y descienden de los altos montes que les circundan por los cuatro valles llamados de Mostallal, las Berbigneiras, la Solana y la Braña; reunidos en el sitio de Arcas de Lamas á medio cuarto de leg. de la pobl. sigue su curso de N. á S. por entre las elevadas sierras de la Samosa hasta Villafranca donde confluye con el Valcarce. Deja á la der. los pueblos de Aira, de Pedra y Veguellina; y á corta distancia de este último se le reunen los dos riachuelos de Porquerizas y Tegeira. Tanto por la rapidez de su curs como por la esterilidad del terreno de sus márgenes que cas todo es de escarpadas peñas, no fertiliza mas que una porcion de praderia en Burbia y Veguellina; da movimiento á dos batanes en término de aquel pueblo y algunos molinos harineros; en el mismo le atraviesan tres puentes, uno de piedra de un solo ojo que tendrá de altura 17 varas castellanas y los otros dos de madera tambien de un solo ojo y de igual elevacion con corta diferencia; y en el de Aira de Pedra otro singular por ser de una sola baldosa: cria muchas y esquisitas truchas aunuqe no de gran tamaño; es de curso perenne, disminuyéndose mucho sus aguas en el estio por desaparecer esta época las nieves que cubren en los meses restantes del año las montañas, donde tienen su origen los 4 arroyos de que se forma.
(Madoz, 1846, p. 500)

## Historia
En las cercanías de este río, en el año 791, tuvo lugar la batalla del río Burbia, en la que la derrota cristiana frente a las tropas del emir Hisham I provocó la abdicación del rey Bermudo I en favor de su hijo Alfonso II.